# Gymnopleurus cyaneus
Gymnopleurus cyaneus là một loài bọ cánh cứng trong họ Bọ hung (Scarabaeidae).